# ویکتوریا (انتره ریوز)
ویکتوریا (به اسپانیایی: Victoria) یک منطقهٔ مسکونی در آرژانتین است که در Victoria Department واقع شده‌است. ویکتوریا ۳۲٬۴۱۱ نفر جمعیت دارد و ۶۴ متر بالاتر از سطح دریا واقع شده‌است.